# 布埃纳维斯塔德瓦尔达维亚
布埃纳维斯塔德瓦尔达维亚，是西班牙卡斯蒂利亚-莱昂帕伦西亚省的一个市镇。 总面积82平方公里，总人口424人（2001年），人口密度5人/平方公里。